# Kap Lancaster
Das Kap Lancaster (französisch Cap Albert Lancaster) ist ein felsiges Kap, das den südlichen Ausläufer der Anvers-Insel im Palmer-Archipel westlich der Antarktischen Halbinsel bildet.
Sein Entdecker ist der deutsche Polarforscher Eduard Dallmann bei dessen Antarktisexpedition auf der Groenland (1873–1874). Später wurde es auch bei der Belgica-Expedition (1897–1899) gesichtet. Deren Leiter, der belgische Polarforscher Adrien de Gerlache de Gomery, benannte das Kap nach dem belgischen Astronomen Albert-Benoît-Marie Lancaster (1849–1908), wissenschaftlicher Leiter des meteorologischen Dienstes der Königlichen Sternwarte von Belgien und ein Unterstützer der Expedition.